# Friedrich Schorr
Pour les articles homonymes, voir Schorr.
Dans le nom hongrois Schorr Friedrich, le nom de famille précède le prénom, mais cet article utilise l’ordre habituel en français Schorr Friedrich, où le prénom précède le nom.
Friedrich Schorr ([ˈfɾiːdɾiʃ], [ˈʃoɾɾ]), né le 2 septembre 1888 à Nagyvárad et décédé le 14 août 1953 à Farmington, est un chanteur d'opéra hongrois naturalisé américain (baryton-basse).

## Biographie
Fils de hazzan, il fait ses études à Brünn et à Vienne et hérite de son père, cantor renommé pour sa voix de baryton-basse, le goût de la culture vocale. Alors qu'il n'a encore que vingt-deux ans, il débute en 1911 à Graz, dans le rôle écrasant de Wotan dans La Walkyrie, ce qui est « un cas à part dans l'histoire du chant ». De ses débuts jusqu'à ses adieux au Metropolitan Opera de New York en 1943, il chantera ce rôle plus de trois cents fois. Il chante à Graz jusqu'en 1916, puis de 1916 à 1918, il chante à Prague, de 1918 à 1923 à Cologne, de 1923 à 1931 à Berlin, ainsi qu'à Londres de 1924 à 1933, et de 1924 à 1943 au Metropolitan Opera.
Entre 1925 et 1933, il chante au Festival de Bayreuth, où il tient les rôles de Wotan (La Walkyrie), du Voyageur (Siegfried), de Hans Sachs (Les Maîtres Chanteurs de Nuremberg), qu'il incarne avec « une aura d'humanité inégalée », et du Hollandais (Le Vaisseau fantôme). Grâce à sa ligne de chant, son legato, sa diction et l'intensité de ses incarnations, il est alors considéré comme le plus grand interprète wagnérien de son temps et comme le pivot artistique du festival. Selon Jean-Jacques Groleau, « il y aura chanté les barytons wagnériens les plus humains que le disque nous ait conservés [...] la qualité unique de son timbre, que d'aucuns ont parfois rapproché du velouté d'un chocolat fondant, son émission capable du forte le plus puissant et du piano le plus chaudement timbré sont assurément restées sans équivalent depuis. »
Avec l'arrivée au pouvoir des Nazis en 1933, Friedrich Schorr, de confession juive, devient du jour au lendemain persona non grata sur les lieux de ses plus grands triomphes et s'exile aux États-Unis, se produisant sur les scènes de New York, Chicago, San Francisco. À New York, Schorr partage fréquemment la scène avec sa compagne d'exil Lotte Lehmann, mais aussi avec Lauritz Melchior, Frida Leider, puis Kirsten Flagstad et Helen Traubel - un ensemble à ce jour inégalé. Naturalisé américain, il chanta au Metropolitan Opera jusqu'en 1943, puis, sa puissance vocale déclinant, s'adonne à la mise en scène et aux récitals de concert.
De nombreux enregistrements pirates enregistrés sur le vif à la fin des années 1930, alors que Schorr commençait à s'essouffler (accusant parfois l'usure de la voix dans son registre aigu), n'en témoignent pas moins d'une technique très sûre, d'une diction parfaitement claire et très expressive, et d'un indéniable charisme. Parmi ceux-ci, on peut relever une captation des Maîtres Chanteurs de Nuremberg au Met de New York, en 1936, avec Elisabeth Rethberg, sous la direction de Artur Bodanzky, ou encore un Lohengrin de légende, où se retrouvaient Lotte Lehmann, Lauritz Melchior, Marjorie Lawrence, également dirigé par Bodanzky, en 1935, sans compter de multiples versions de La Walkyrie, tour à tour avec Astrid Varnay, Lotte Lehmann, Kirsten Flagstad. Outre Richard Wagner, on trouve aussi un répertoire très varié, comprenant Fidelio, des lieder de Franz Schubert, de Robert Schumann, de Hugo Wolf (il appartenait à la Hugo Wolf Society), des oratorios (Felix Mendelssohn).